# Dyscophus guineti
Dyscophus guineti är en groddjursart som först beskrevs av Grandidier 1875.  Dyscophus guineti ingår i släktet Dyscophus och familjen Microhylidae. IUCN kategoriserar arten globalt som livskraftig. Inga underarter finns listade i Catalogue of Life.